# 布魯斯·克恩
布魯斯·威廉·克恩三世（Bruce William Kern III，1988年4月24日—），為美國棒球選手，曾經效力於中華職棒Lamigo桃猿隊，守備位置為投手。2010年美國職棒選秀由科羅拉多洛磯隊於第23輪第710順位選中，生涯從未上過大聯盟，最高層級僅至2A。
2016年7月底以「肯恩」登錄名效力中信兄弟隊，但僅在一軍出賽兩場，就因手指破皮傷在8月下旬被艾迪頓(Nick Addition)取代。同年底回鍋，但在隔年8月又因球隊戰力調整被另名洋投銳力(Rick Teasley)取代。2018年為Lamigo桃猿隊網羅後，改登錄名為「克恩三世」。

## 經歷
- 美國職棒科羅拉多落磯（小聯盟，2010年－2014年）
- 美國職棒獨立聯盟Long Island Ducks（2015年－2016年，2017年8月－年底）
- 墨西哥太平洋聯盟Charros de Jalisco（2016年10月－11月）
- 中華職棒中信兄弟隊（2016年7月－8月27日、2016年－8月18日，登錄名肯恩）
- 中華職棒Lamigo桃猿隊（2018年，登錄名克恩三世）

## 職棒生涯成績

### 美國職棒
- 小聯盟投球局數166.2局，8勝14敗3.78自責分率，獨立聯盟投球局數171.2局，13勝8敗3.09自責分率

### 中華職棒
| 年度 | 球隊       | 出賽 | 先發 | 勝投 | 敗投 | 中繼 | 救援 | 完投 | 完封 | 三振 | 四死 | 責失 | 投球局數 | 自責分率 | 被上壘率 |
| ---- | ---------- | ---- | ---- | ---- | ---- | ---- | ---- | ---- | ---- | ---- | ---- | ---- | -------- | -------- | -------- |
| 2016 | 中信兄弟   | 2    | 2    | 0    | 2    | 0    | 0    | 0    | 0    | 6    | 6    | 8    | 6.1      | 11.37    | 2.21     |
| 2017 | 中信兄弟   | 17   | 16   | 8    | 5    | 0    | 0    | 0    | 0    | 87   | 36   | 55   | 96.0     | 5.16     | 1.58     |
| 2018 | Lamigo桃猿 | 25   | 25   | 13   | 3    | 0    | 0    | 1    | 1    | 110  | 54   | 57   | 156.1    | 3.28     | 1.41     |
| 合計 | 3年        | 44   | 43   | 21   | 10   | 0    | 0    | 1    | 1    | 203  | 96   | 120  | 258.2    | 4.18     | 1.49     |

## 特殊記錄
- 2017年3月30日於洲際球場面對富邦悍將隊，投八局失七分全是自責分，奪得來台首勝[4]。
- 2018年9月15日於澄清湖棒球場面對統一7-ELEVEn獅隊，奪得來台首場完投完封勝。